# Dinastia Lethingilor
Dinastia Lethingilor a fost o familie nobiliară longobardă, care a dat Regatului longobard mai mulți regi încă din perioada anterioară stabilirii longobarzilor în Italia, din secolele al V-lea și al VI-lea, până la anul 546.
Lethingsii erau aleși de către o adunare a răzbnoinicilor longobarzi. Numele lor dinastic province de la Lethuc, primul rege cunoscut al longobarzilor. La moartea acestuia, locul său a fost preluat de către Aldihoc, în timpul căruia triburile longobarde au făcut un pas important către stabilitatea instituțională. Tot sub Lethingi, longobarzii, care până atunci străbăteau nordul Europei, au emigrat către sud, ajungând până la Dunăre și stabilindu-se în Pannonia. În anul 510, regele Tato a fost detronat de către nepotul său de frate, Wacho, moment din care mai multe ramuri ale familiei s-au succedat la conducerea regatului, până în 546. Sub ultimii dinaști din această familie, longobarzii au devenit o putere care amenința atât Imperiul Bizantin, cât și pe ostrogoți și pe franci. 
Dinastia Lethingilor a fost înlocuită de la conducere atunci când regele minor Walthari a fost ucis de către regentul său, Audoin, care apoi a preluat tronul, inaugurând astfel dinastia Gausiană. Totuși, linia familiei Lethingilor nu s-a destrămat, dat fiind că Waldrada, o fiică a lui Wacho, se căsătorise cu ducele Garibald I de Bavaria, cu care a avut o fiică, Theodelinda, care se va căsători cu Authari devenind regină a longobarzilor. Descendenții Theodelindei vor ocupa tronul de la Pavia, sub numele dinastic de dinastia bavareză sau Agilolfingii, după numele similar al francilor care au condus Bavaria.